# Maissau
Maissau é um município da Áustria localizado no distrito de Hollabrunn, no estado de Baixa Áustria.

## Subdivisões
O município possui as seguintes Katastralgemeinden:
As Katastralgemeinden são Eggendorf am Walde, Grübern, Gumping, Klein-Burgstall, Limberg, Maissau, Oberdürnbach, Reikersdorf, Unterdürnbach, Wilhelmsdorf.